# Agustín Magaldi
Agustín Magaldi Coviello (Casilda, 1º dicembre 1898 – Buenos Aires, 8 settembre 1938) è stato un cantautore di tango argentino.

## Biografia
Quando era in vita, il suo soprannome era La voz sentimental de Buenos Aires (La voce sentimentale di Buenos Aires). La popolarità di Magaldi era seconda solo a quella del cantante di tango Carlos Gardel.
La figura di Agustín Magaldi è stata portata in scena da Andrew Lloyd Webber e Tim Rice nel musical di Broadway Evita, dove è descritto come colui che portò Evita Perón a Buenos Aires e il primo ad essere utile alla carriera della stessa.
C'è disaccordo, comunque, riguardo al ruolo che avrebbe svolto Magaldi nella vita di Eva. Per esempio, nella biografia Evita: The Real Life of Eva Perón i biografi Marysa Navarro e Nicholas Fraser scrivono che non c'è prova di una performance di Magaldi nella città di Eva (Junín) nell'anno da lei dichiarato.
Nel romanzo/cronaca di Tomas Eloy Martinez “Santa Evita” (1995) tuttavia, da pagina 351 a pagina 366 dell'editore Sur, si racconta con minuzia di particolari l’incontro tra Magaldi e la famiglia di Juana Ibarguren Duarte e le sue figlie, tra cui la quindicenne Eva Maria, e di come la madre tramò perché Magaldi portasse Eva a Buenos Aires. Era il 1934. In seguito racconta della loro storia a Buenos Aires fino alla morte di Magaldi stesso.
Malato da tempo di problemi al fegato, verso settembre 1938 Magaldi dovette sottoporsi a vari interventi chirurgici. Apparentemente l'ultima operazione, avvenuta il 6 settembre 1938, andò a buon fine, ma il cantante contrasse una peritonite, che lo condusse alla morte due giorni dopo, a soli 39 anni.